# Nancagua
Nancagua is een gemeente in de Chileense provincie Colchagua in de regio Libertador General Bernardo O'Higgins. Nancagua telde 17.833 inwoners in 2017 en heeft een oppervlakte van 111 km².